# Dálniční křižovatka Walldorf
Autobahnkreuz Walldorf (zkráceně též Kreuz Walldorf nebo Walldorfer Kreuz; zkratka AK Walldorf) je křižovatka dvou německých dálnic nacházející se ve spolkové zemi Bádensko-Württembersko u města Walldorf. Kříží se zde dálnice A 5 s dálnicí A 6.

## Poloha
Dálniční křižovatka se nachází na území města Walldorf a obce Sankt Leon-Rot (hranice mezi nimi prochází po severní krajnici dálnice A 6), přičemž samotné město Walldorf leží severně od křižovatky a obec Sankt Leon-Rot jižně. V blízkosti se ještě nachází obec Reilingen, která leží západně od křižovatky. Křižovatka se nachází v Hornorýnské nížině v blízkosti lesů Hochholz ze severu a Lußhardtwald z jihu.
Nejbližší větší města jsou Heidelberg (asi 15 km po dálnici A 5 na sever), Mannheim (asi 24 km po dálnici A 6 na severozápad), Karlsruhe (asi 39 km po dálnici A 5 na jih) a Heilbronn (asi 47 km po dálnici A 6 na východ).

## Popis
Autobahnkreuz Walldorf je mimoúrovňová křižovatka dálnice A 5 procházející severo-jižním směrem (Hattenbacher Dreieck - Frankfurt am Main - Heidelberg - Karlsruhe - Basel) a dálnice A 6 procházející západo-východním směrem (Saarbrücken - Mannheim - Nürnberg - Waidhaus). Současně se na ní kříží i evropské silnice E35 a E50. Na dálnici A 5 je označena jako sjezd 40 a na dálnici A 6 jako sjezd 31.
Autobahnkreuz Walldorf je proveden jako čtyřlístková čtyřramenná dálniční křižovatka. Avšak vzhledem k vysokému dopravnímu vytížení se spolu s rozšířením dálnice A 5 na tři pruhy v obou směrech plánuje i přestavba této křižovatky. Uvažuje se mezi několika variantami přestavby, lišících se v tom, kolik vratných ramp bude přestavěno na rampy přímé podle turbínového typu; buď bude přestavěna jen jedna, nejvytíženější vratná rampa, a to ve směru od Karlsruhe (z jihu) na Mannheim (na západ), nebo i druhá ve směru od Heidelbergu (ze severu) na Heilbronn (na východ). Výsledkem úpravy bude odstranění nejvytíženějších průpletů.

## Historie výstavby
Ačkoliv první úvahy o mimoúrovňovém křížení dálničních tahů ve směrech Frankfurt am Main - Karlsruhe a Mannheim - Nürnberg existovaly již ve 30. a 40. letech 20. století, vznikla dálniční křižovatka u města Walldorf ve své konečně podobě a poloze při úpravě trasování dálnic v oblasti mezi městy Frankfurt am Main, Darmstadt, Mannheim a Heidelberg. Cílem této úpravy bylo reagovat na vysoké vytížení tehdejší dálnice mezi Frankfurtem am Main a Karlsruhe, přičemž bylo zvoleno řešení spočívající ve výstavbě souběžného dálničního tahu. Původně byla dálnice z Frankfurtu am Main vedena na jih přes Darmstadt k Mannheimu, kde se stáčela na východ k Heidelbergu, u něhož se stáčela opět dál na jih ke Karlsruhe. V rámci úpravy byla vybudována dálnice mezi Darmstadtem a Heidelbergem a dálnice mezi Mannheimem a Walldorfem, čímž vznikly mezi dálniční křižovatkou Darmstadt a dálniční křižovatkou Walldorf dva souběžné dálniční tahy, jeden přes Mannheim a druhý přes Heidelberg. Současně bylo rozhodnuto, že nově přistavěná dálnice ve směru od Mannheimu bude od dálniční křižovatky u Walldorfu pokračovat dále na východ k Heilbronnu a Nürnbergu. Po zavedení současného číslování dálnic nese dálnice v trase Heidelberg - Karlsruhe číslo A 5 a dálnice v trase Mannheim - Heilbronn číslo A 6.
Dálniční křižovatka byla uvedena do provozu ve dvou etapách: v roce 1965, kdy byl zprovozněna první část dálnice od křižovatky směrem k Mannheimu, a v roce 1967, kdy byl zprovozněn první úsek dálnice od křižovatky směrem k Heilbronnu.

## Dopravní zatížení
V průměru projede křižovatkou 175 000 vozidel denně, přičemž kromě přímých směrů jsou výrazně vytíženy i směry Mannheim - Karlsruhe (tedy západ - jih) a Heidelberg - Heilbronn (tedy sever - východ). Silné vytížení i těchto nepřímých směrů je důsledkem skutečnosti, že obě dálnice vedou ve směru Mannheim, resp. Heidelberg souběžně vedle sebe.